# 勒布谢圣尼古拉
勒布谢圣尼古拉（法語：Le Bouchet-Saint-Nicolas，法語發音：[lə buʃɛ sɛ̃ nikɔla]）是法国上卢瓦尔省的一个市镇，位于该省南部，属于勒皮区。

## 地理
勒布谢圣尼古拉（44°53'25"N, 3°47'21"E）面积19.31 平方千米，位于法国奥弗涅-罗讷-阿尔卑斯大区上盧瓦爾省，该省份为法国中南部省份，北起多姆山省和卢瓦尔省，西接康塔爾省，南至洛泽尔省，东临阿尔代什省。
与勒布谢圣尼古拉接壤的市镇（或旧市镇、城区）包括：凯尔、朗多斯、维德、圣昂。

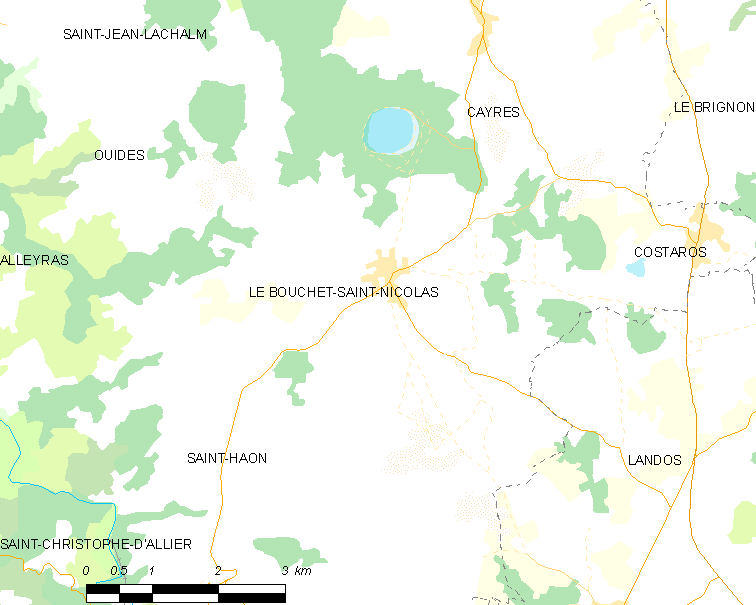
勒布谢圣尼古拉的OSM定位图

勒布谢圣尼古拉的时区为UTC+01:00、UTC+02:00（夏令时）。

## 行政
勒布谢圣尼古拉的邮政编码为43510，INSEE市镇编码为43037。

## 政治
勒布谢圣尼古拉所属的省级选区为火山沃莱县。

## 人口

1962-2008年间勒布谢圣尼古拉人口变化图示

勒布谢圣尼古拉于2022年1月1日时的人口数量为271人。